# Babylon III
Babylon III of  de Kassitische dynastie was de derde dynastie die vanuit Babylon heerste. Althans aanvankelijk; later verschoven zij de hoofdstad naar Dur-Kurigalzu. Ze maakten gebruik van de verzwakking van de eerste dynastie na de inname van Babylon door de Hettieten om zelf de macht te grijpen in Babylon en hun rijk Kar-Duniash genaamd te stichten. Ze zouden een neerval kennen en onder Assyrische voogdij komen te staan. In 1154 v.Chr. werd de dynastie onttroond door een Elamitische invasie. In de chaos die volgde kwam de vierde Babylonische dynastie (tweede dynastie van Isin) aan de macht.

## Koningen van de eerste Kassitische dynastie
- Agum II rond 1570
- Burnaburiaš I rond 1540
- Kaštiliaš III 1500–1470
- Ulamburiaš 1470
- Agum III 1470–1450
- Karaindaš rond 1430
- Kadašman-Harbe I rond 1415
- Kurigalzu I rond 1390
- Kadašman-Enlil I 1374–1360
- Burnaburiaš II 1360–1333
- Karahardaš 1333
- Nazibugaš 1333
- Kurigalzu II 1333–1308
- Nazi-Maruttaš 1308–1282
- Kadašman-Turgu 1282–1264
- Kadašman-Enlil II 1264–1255
- Kudur-Enlil I 1255–1246
- Shagarakti-Shuriash 1246–1233
- Kaštiliaš IV 1233–1225

## Assyrische koningen en onderkoningen in Babylon
- Tukulti-Ninurta I 1225–1216 (ook Assyrische koning)
- Enlil-nadin-shumi 1225–1224 (Assyrische onderkoning)
- Kadashman-harbe II 1224–1222 (Assyrische onderkoning)
- Adad-shuma-iddina 1222–1216 (Assyrische onderkoning)

## Terugkeer van de Kassieten
- Adad-shuma-assur 1216–1186
- Melischipak (1186–1171)
- Marduk-apla-iddina I (1171–1158)
- Zababa-šuma-iddina (1157) (usurpator)
- Elamitische heerschappij (1157–1156)
- Enlil-nadin-ahi (1157–1154)